# Хайнань (протока)
20°08′51″ пн. ш. 110°16′11″ сх. д. / 20.1475° пн. ш. 110.26972222° сх. д.
Хайна́нь — протока між островом Хайнань і півостровом Лейчжоу, біля берегів Китаю. Сполучає Південнокитайське море з північною частиною затоки Бакбо. Довжина 93 км, найменша ширина 18,5 км. Глибина на фарватері 36—108 м. Швидкість припливних течій до 6 км/год. Порт Хайкоу (о. Хайнань).